# Moulins (Allier)
Moulins es una ciudad francesa situada en el departamento de Allier, en la región de Auvernia-Ródano-Alpes. Tiene una población estimada, a inicios de 2022, de 19 344 habitantes.

## Geografía
Está ubicada junto al río Allier, afluente del Loira. Sus habitantes reciben el gentilicio, en francés, de moulinois. 

## Historia
El imponente carácter del castillo ilustra la influencia de los duques de Borbón, que se mantuvieron en el poder hasta principios del siglo XVI. El siglo XV fue el apogeo de su influencia, con Pierre de Beaujeu convirtiéndose en duque de Borbón, sucediendo a sus dos hermanos mayores, Juan II y Carlos II. Pedro II de Borbón se casó con Ana de Francia (hija del rey Luis XI).
En 1495, durante la primera campaña italiana liderada por el rey Carlos VIII (hermano menor de la duquesa Ana), el Reino de Francia fue gobernado desde Moulins por Pedro y Ana. Esta época dorada se caracterizó por la afluencia de artistas valiosos.
Desde 1790, Moulins es la prefectura del departamento de Allier.

## Demografía
| 23 909 | 25 979 | 26 067 | 25 159 | 22 799 | 21 892 | 19 344 |
| Para los censos de 1962 a 1999 la población legal corresponde a la población sin duplicidades (Fuente: INSEE [Consultar]) |        |        |        |        |        |        |